# Droga krajowa B416 (Niemcy)
Droga krajowa 416 (niem. Bundesstraße 416) – niemiecka droga krajowa przebiegająca na osi północny wschód – południowy zachód, wzdłuż lewego brzegu Mozeli od drogi B258 w Koblencji do skrzyżowania z drogą B49  w Treis-Karden w Nadrenii-Palatynacie.